# Commission électorale du Pakistan
La Commission électorale du Pakistan (anglais : Election Commission of Pakistan, ourdou : الیکشن کمیشن پاکستان) est une organisation gouvernementale pakistanaise, indépendante et autonome selon la Constitution, chargée d'assurer le bon déroulement des élections.
La commission électorale permanente est chargée d'organiser, de diriger les élections, de prendre les dispositions nécessaires pour assurer qu'elles se déroulent honnêtement, justement, équitablement, conformément à la loi et de prendre des mesures pour lutter contre la corruption. La commission est responsable du processus électoral pour les élections des deux assemblées parlementaires nationales, des assemblées provinciales et les élections locales, que cela soit spécifié ou non par la loi.
La commission est mise en place par le président de la république. Elle est constituée d'un commissaire en chef des élections issu de la Cour suprême et nommé par le Premier ministre ainsi que de quatre membres souvent juges des Hautes cours de justice, nommés par le président. Toutes ces nominations sont faites en conformité avec les choix d'un comité parlementaire paritaire.

## Fonctionnement

### Statut
La commission électorale du Pakistan est supposée agir en pleine et totale indépendance, grâce à une autonomie financière et l'absence de tout contrôle de la part du gouvernement. Pour ce faire, elle gère de manière indépendante le personnel électoral chargé d'assurer le déroulement des élections dont elle supervise la sécurité et annonce les résultats. Le 18e amendement de la Constitution du 19 avril 2010 renforce cette autonomie, mais les membres de la commission demandent ensuite sa pleine application, craignant pour leur autonomie financière alors qu'ils continuent de dépendre du ministère des Finances pour avoir les crédits suffisants, par exemple pour acheter le matériel électronique nécessaire à la bonne exécution de ses missions,.
Dans le but d'assurer cette autonomie, la Cour suprême a établi dans sa jurisprudence de 2014 « Commission électorale contre Javed Hashmi » que les tribunaux électoraux, mis en place par la Commission électorale, avait une compétence exclusive sur les litiges électoraux par rapport aux autres juridictions. L'arrêt prévoit cependant des exceptions, un candidat exclu pouvant par exemple également se pourvoir devant une Haute cour de justice. Un appel devant la Cour suprême est toujours possible.

### Rôles

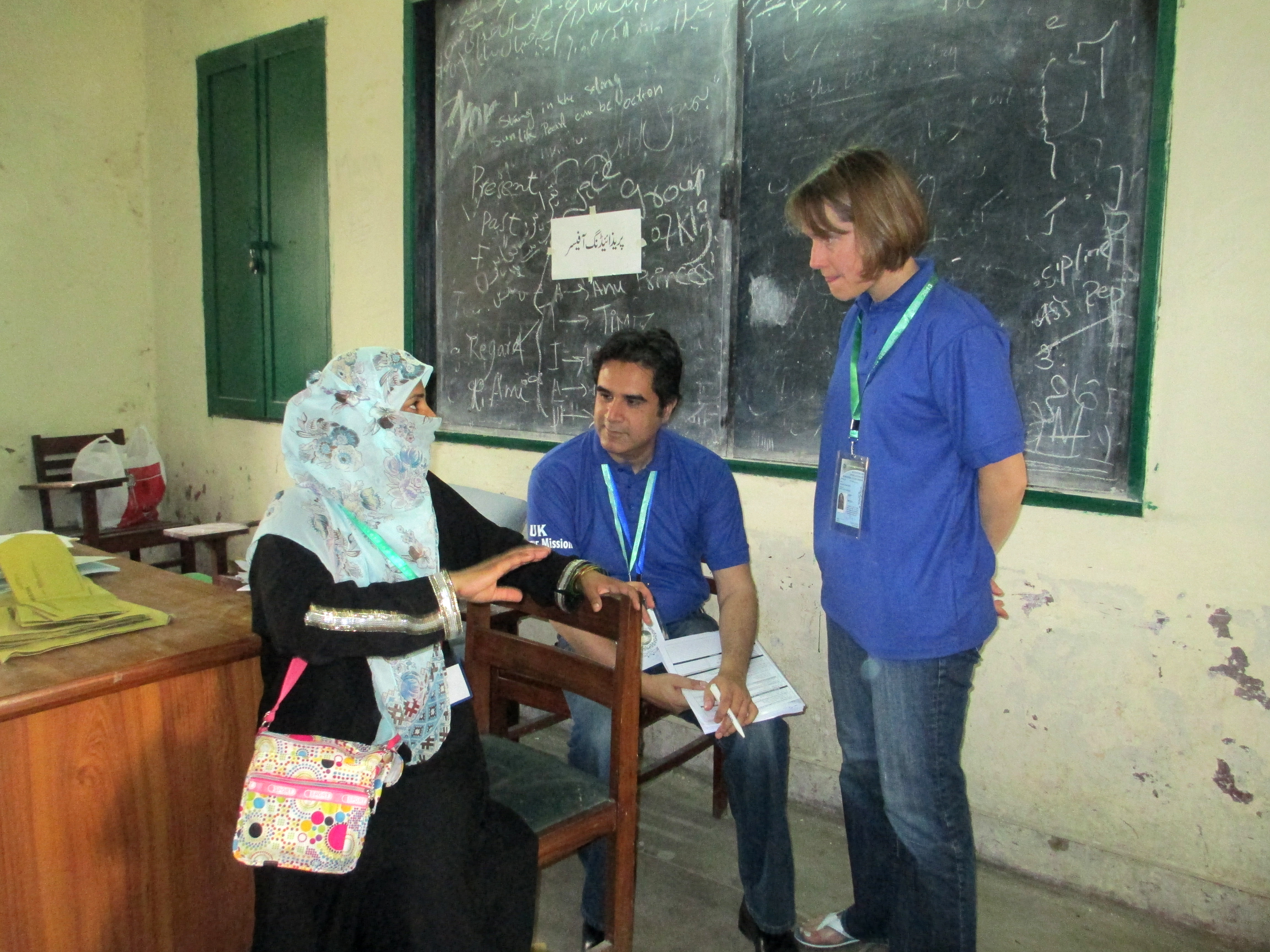
Observateurs internationaux discutant avec une agente électorale lors des élections législatives de 2013.

Les articles 218 et 219 de la Constitution fixent les missions fondamentales de la Commission électorale du Pakistan. Celle-ci est chargée d'établir les règles, l'organisation et le bon déroulement des élections de l'Assemblée nationale, des quatre assemblées provinciales ainsi que des organes locaux et du Sénat. Elle doit garantir que les élections sont conduites de manière honnête, équitable et juste dans le respect de la loi, et prévenir les actes de corruption.
De plus, la commission est chargée d'établir les tribunaux électoraux et de gérer les vacances dans les assemblées et les élections partielles. Elle peut aussi recevoir des compétences supplémentaires attribuées par la loi.

### Composition
La Commission électorale du Pakistan est composée de cinq membres honoraires, soit son président appelé commissaire en chef des élections du Pakistan (Chief Election Commissioner) et quatre membres pour chacune des provinces du pays (Pendjab, Sind, Khyber Pakhtunkhwa et Baloutchistan). Ils peuvent ensuite choisir une équipe d'employés chargés de les assister, en accord avec la loi.
Le commissaire en chef doit être un juge de la Cour suprême, ou doit être un fonctionnaire fédéral ou provincial comptant plus de 20 années d'expérience et s'étant retiré de ses fonctions. Il peut également être un technocrate, c'est-à-dire pouvant attester près de seize années d'études supérieures et 20 années d'expériences. Il faut à chaque fois ne pas être âgé de plus de 65 ans. Les quatre représentants provinciaux peuvent quant-à eux être nommés au sein des quatre Hautes cour des provinces correspondantes, ou être un fonctionnaire ou un technocrate qui remplit les conditions sus-mentionnées.
Le commissaire en chef est nommé selon une procédure décrite à l'article 213 de la Constitution. Le Premier ministre, en consultation avec le chef de l'opposition à l'Assemblée nationale, doit établir une liste de trois noms qui sera transmise à un comité parlementaire de douze députés ou sénateurs et composé d'autant de membres de la majorité que de l'opposition. Ce comité mène des consultations des candidats puis retient la personne qui sera nommée. En cas de désaccord entre le Premier ministre et le chef de l'opposition, les deux hommes fournissent chacun leur liste au comité. Les quatre autres membres de la commission sont nommés selon la même procédure, à la seule exception que le président de la république remplace le Premier ministre. Les membres sont nommés pour une durée de trois ans.

## Histoire

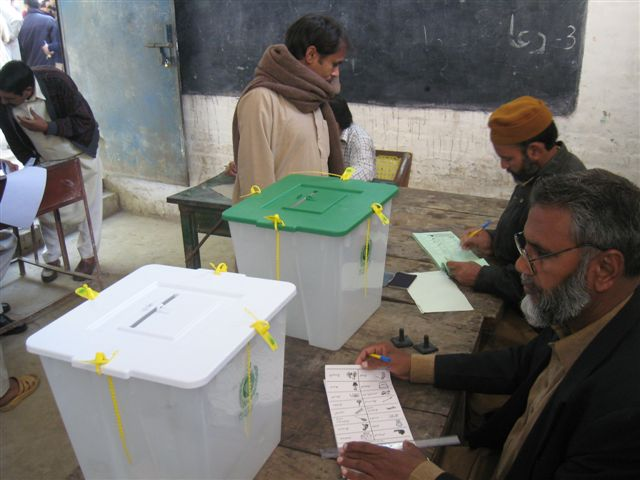
Bureau de vote durant les élections de 2008.

La Commission électorale du Pakistan est mise en place le 23 mars 1956 par la première Constitution de l'histoire du pays. Celle-ci cesse cependant d'exister à peine deux ans plus tard, alors que le général de l'armée pakistanaise mène un coup d'État et annule la constitution. La commission est toutefois remise en place par la constitution de 1962. Elle fait face à son premier défi pour organiser les élections législatives de 1970, les premières de l'histoire du Pakistan, et qui ne souffrent pas de contestations majeures. Les élections suivantes de 1977 sont toutefois très largement remises en cause et conduisent à un nouveau coup d'État. Sajjad Ahmad Jan, le commissaire en chef des élections en poste à l'époque, finira par admettre l’irrégularité de ce scrutin qu'il attribue au Parti du peuple pakistanais au pouvoir.
Entre 1988 et 1997, les quatre élections législatives organisées sont à chaque fois contestées par le parti défait et les élections législatives de 2002 sont également critiquées. En revanche, les élections de 2008 figurent parmi les moins contestées, alors qu'elles marquent la défaite du régime militaire au pouvoir. Lors des élections législatives de 2013, la Commission électorale admet immédiatement avoir échoué à organiser un scrutin juste à Karachi, où de graves violences ont lieu. Deux partis d'opposition mènent de plus en 2014 une marche de contestation contre des bourrages d'urnes allégués lors de ce scrutin. Les élections de 2018 sont également particulièrement contestées par plusieurs partis défaits.